# Quartet de corda núm. 10 (Weinberg)
El Quartet de corda núm. 10 en la menor, op. 85, va ser compost per Mieczysław Weinberg entre el juliol i l'agost de 1965. Dedicada a la segona esposa del compositor Olga Rakhalskaia, la partitura es va desar en un calaix i va haver d'esperar sis anys per a la seva estrena el 5 d'octubre de 1971 a Moscou pel Quartet Glinka.

## Moviments
- I.Adagio
- II.Allegro
- III.Adagio
- IV.Allegretto

## Anàlisi musical
El Desè Quartet s’articula com un sol flux sonor dividit en quatre seccions encadenades, sense cap interrupció. L’obertura, un Adagio carregat de gravetat, evoca la profunda aflicció del seu autor. Sense transició abrupta, emergeix un Allegro construït com una fuga, amb un caràcter vivament juganer i una profusió de motius agitats. La tonalitat resta ambigua —ni plenament tonal ni immersa en el cromatisme radical o l’atonalitat. Segueix un altre Adagio, breu però majestuós, que actua com a pont emocional. El darrer moviment, un extens i meditatiu Allegretto, desplega un segon tema que recorda un vals captivador, gairebé hipnòtic. Cap al final, el quartet entrellaça els materials previs i es dissol lentament en un silenci carregat de significat.
Tot i compartir l’estructura de moviments lent-ràpid-lent-ràpid, el Desè Quartet de Weinberg s’allunya clarament del de Xostakóvitx pel que fa al to i l’actitud expressiva. Si el primer moviment de Xostakóvitx s’endinsa en un territori mutable i obert, gairebé en constant recerca, el de Weinberg irromp amb una fermesa implacable, com si volgués transformar el dolor en força. No obstant això, aquesta seguretat inicial s’esvaeix al final del moviment, deixant un regust d’incertesa —una mena de suspens expressiu que connecta, d’una manera inesperada, amb la mateixa fragilitat que el seu homòleg xostakovià.